# كينيث آكر
كينيث آكر (بالإنجليزية: Kenneth Acker)‏ هو لاعب كرة قدم أمريكية أمريكي، ولد في 6 فبراير 1992 في بورتلاند في الولايات المتحدة.

## وصلات خارجية
- كينيث آكر على موقع مرجع كرة القدم المحترفة.كوم (الإنجليزية)
- كينيث آكر على موقع كلية كرة القدم في سبورتس رفرنس.كوم (الإنجليزية)